# SN 1993I
SN 1993I – supernowa typu Ia odkryta 23 marca 1993 roku w galaktyce M+02-32-144. W momencie odkrycia miała maksymalną jasność 18,00m.